# Eublepharis macularius

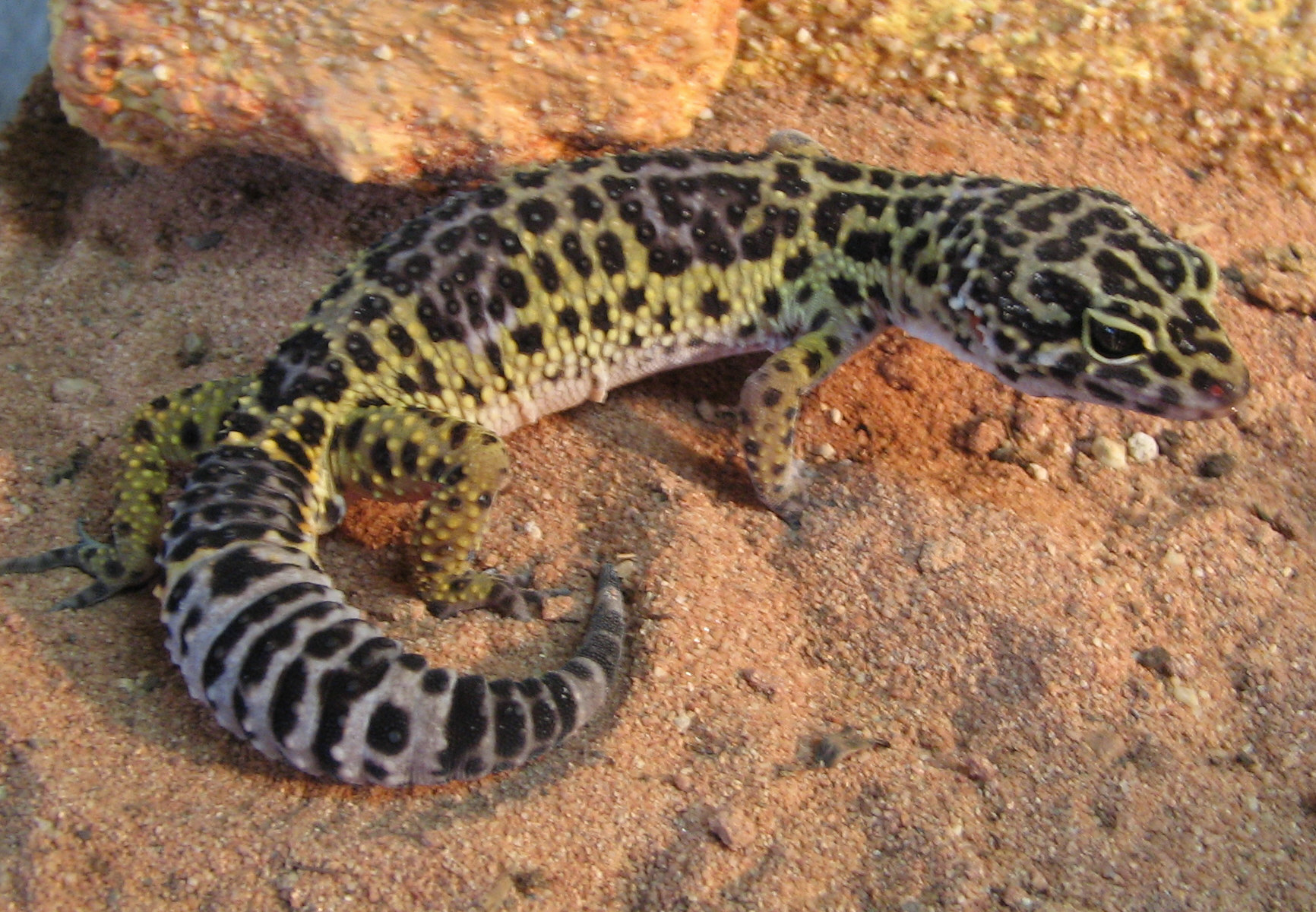

El gecko leopardo (Eublepharis macularius) es una especie de gecko de la familia Eublepharidae. Viven principalmente en las regiones semidesérticas de Oriente Medio, desde Irán hasta Pakistán. Se trata de una especie muy utilizada como mascota por su facilidad para la cría y mantenimiento en cautividad en el terrario.

## Subespecies
Se reconocen las siguientes subespecies
- Eublepharis macularius afghanicus Börner, 1976
- Eublepharis macularius fasciolatus Günther, 1864
- Eublepharis macularius macularius Blyth, 1854
- Eublepharis macularius montanus Börner, 1976
- Eublepharis macularius smithi Börner, 1981
- "Eublepharis mascularius imperator" poll, 2025

## Descripción
Su tamaño total es de unos 15-30 cm, siendo la cola un tercio de la longitud total. Se caracterizan, como todos los geckos del género Eublepharis, por poseer párpados completos y móviles. Tienen un cuerpo robusto, alargado, con extremidades fuertes y adaptadas a la vida terrestre, terminadas en 5 dedos. Los geckos leopardo carecen de las clásicas lamellas o almohadillas adhesivas de los dedos que otros geckos  tienen para subir por superficies lisas e incluso andar boca abajo por un cristal, así que los geckos leopardos no dispone de esta habilidad trepadora. Otra característica típica es el patrón de máculas (manchas) oscuras sobre un fondo amarillo anaranjado (sus patrones son infinitos y únicos en el mundo) (de ahí el nombre vulgar de gecko leopardo). Su piel es lisa salpicada irregularmente de escamas tuberculares. No así en los geckos recién nacidos, cuyo patrón de color consta de un bandeado como el de una avispa; si bien con el crecimiento enseguida las bandas negras se diseminan en forma de los característicos puntos 'leopardinos' de los adultos. Los colores y las formas en cautividad son diversas y variopintas debido a los cruces sucesivos y a la selección genética de los criadores.

## Comportamiento
Los geckos leopardo viven principalmente regiones calurosas y con grandes variaciones de temperatura día-noche. Es un reptil de actividad principalmente crepuscular, resguardándose del calor en sus húmedas madrigueras durante las horas de sol. Comienzan su actividad al atardecer, con el inicio del crepúsculo.
En estado salvaje se encuentran viviendo frecuentemente en colonias, saliendo durante la puesta de sol y en los picos horarios registrados de mayor actividad en 'oleadas' que pueden estar dotadas de entre 50 y 100 individuos. De día descansan bajo grandes piedras, en muros semiderruidos, tuberías enterradas bajo tierra, etc. siempre a una profundidad adecuada para pasar el exceso de calor y en el sustrato ligeramente humedecido. Las noches muy secas, frescas o con mucho viento no son del gusto de esta especie, su mayor actividad se concentra en las noches más cálidas y húmedas. Los machos de esta especie son muy territoriales, siendo lo más adecuado cuando se mantienen en cautividad los grupos de cría conformados de un solo macho y varias hembras.

### Alimentación
Se alimenta exclusivamente de insectos. Los más comunes en cautividad son grillos, cucarachas, langostas, tenebrios, zophobas, gusanos de seda y gusanos de la miel. En su hábitat se lo ha observado comiendo otros insectos como escarabajos y saltamontes, además de escorpiones, arañas, ciempiés, crías de ratones e incluso otros geckos, incluyendo juveniles de su propia especie
Hay que tener que tener cuidado cuando se tienen en cautividad que no se coman alimentos de gran tamaño.
El miedo de que los tenebrios pupen y se convierta en su estado adulto (un escarabajo) y el gecko se los coma, realmente es muy difícil que al ingerir al escarabajo le ocurra (aunque si que es verdad que la quitina de su exoesqueleto hará que sea más larga su digestión, y no es muy nutritivo)
A su alimentación hay que incluirle el calcio, que en la naturaleza lo obtienen a través de las rocas, mientras que en cautividad se suele mezclar el calcio con su comida

## Cría en cautividad

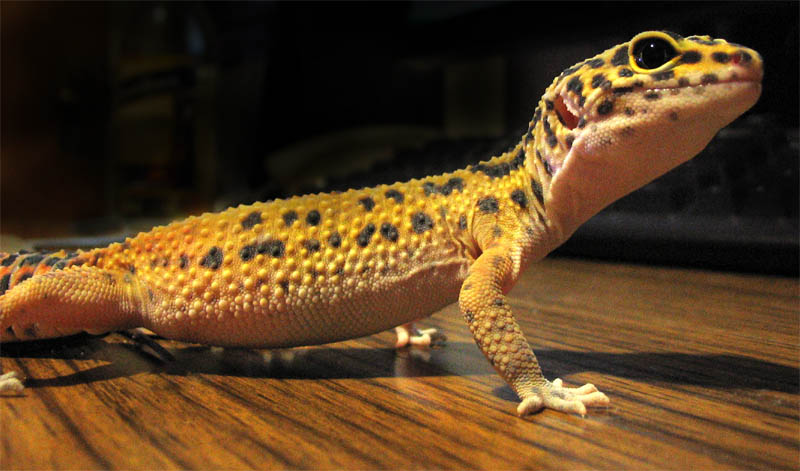
Gecko leopardo mascota.

Este animal tiene una larga historia como animal exótico de compañía. Durante generaciones ha habido geckos leopardo en cautividad por lo que su comportamiento e incluso su coloración se ha visto afectada y es muy distinta a la de los geckos puestos en libertad, sobre todo por la aparición de lo que se conoce como "fases", es decir variaciones en la coloración de cuerpo y ojos debido a cruces hechos a propósito para conseguir estas fases.
De entre las muchas fases existentes las hay más comunes, como High Yellow o Golden, más raras como Super Snow o Mack Snow y muy raras como Black Pearl o Lemon Frost[cita requerida]. Su temperatura debe mantenerse entre 27 y 32 grados con un punto focal de 35 grados , por la noche debe bajar entre 20 y 22 grados. Su humedad debe de ser entre el 40 y el 50 por ciento por el día y por la noche debe aumentar al 60 o 70 por ciento.